# Julien Paolini
Julien Paolini, né le 20 juin 1986, à Florence, est un réalisateur et scénariste franco-italien.

## Biographie
Julien Paolini est né à Florence en Toscane (Italie), ville de son père. À huit ans sa famille se transfère à Paris, ville de sa mère. Il grandit en banlieue parisienne. Il découvre le théâtre et l'écriture très jeune puis obtient ses premières publications pour des nouvelles littéraires. Il entre ensuite au Cours Florent, où il revient siéger à la classe libre en 2016 aux côtés de François Florent.
Entre 2008 et 2015 il écrit et réalise une série de courts métrages tournés entre la France, l'Afrique et les États-Unis. Il y dirige des acteurs tels que Shiloh Fernandez, Hugo Becker, Bernie Bonvoisin ou encore Christophe Salengro. Les films sont primés et se font remarquer des festivals internationaux tels que le festival international du court-métrage de Clermont Ferrand, le Fespaco, le festival international du film de Rotterdam, Les Pépites du Cinéma ou le festival des Films du Monde de Montréal et sont achetés et diffusés par France Télévisions, Canal + et Orange Cinéma Séries.
Il signe par la suite l'écriture d'une série pour Arte sur l'univers sectaire et travaille à l'adaptation du best-seller J'irai cracher sur vos tombes avec la cohérie Boris Vian.
Son premier long métrage, Amare Amaro (Amare la terra amara) renoue avec ses origines italiennes. Il explore le thème de la multi-culture et de la multi-identité et raconte le combat d'un boulanger français qui met sa vie en danger en choisissant l’humanité contre la brutalité de son village sicilien. Il y dirige Syrus Shahidi, Tony Sperandeo et Celeste Casciaro. Le drame aux accents de western fait le tour des festivals. Le scénariste réalisateur y représente l'Italie aux côtés de Paolo Sorrentino et Matteo Garrone,. Salué par la critique qui rapproche le film avec les films de gangster de Martin Scorsese, Amare Amaro  lui vaut plusieurs prix dont le Grand Prix au festival Polar de Cognac.
Son deuxième long métrage, Karmapolice, écrit en collaboration avec Mano et Syrus Shahidi, lui vaut un deuxième Grand Prix au festival Polar de Cognac, dont il rejoint le jury en 2024. La critique y voit » l’héritage d’un certain cinéma underground new-yorkais qui irait des premiers Scorsese aux frères Safdie en passant par le Blue Velvet de Lynch » et encense Karmapolice,,. «  Le film de la confirmation » pour le metteur en scène qui affirme sa singularité.

## Filmographie

### Réalisateur

#### Courts métrages
- 2009 : Réveil d'un mouton
- 2010 : On braque pas les banques avec des fourchettes en plastique
- 2011 : Tuer l'ennui
- 2012 : African Race
- 2015 : Bangs in my chest
- 2015 : L'Autostoppeur de Boris Vian

#### Longs métrages
- 2019 : Amare Amaro
- 2022 : Karmapolice[32]

## Distinctions

### Prix
- 2010 : Prix du meilleur réalisateur au Festival Sedicicorto International Film Festival pour Réveil d'un mouton[33].
- 2011 : Prix de la critique au Festival Off-Courts de Trouville pour Tuer l'ennui[34].
- 2018 : Grand Prix du Festival Polar de Cognac pour Amare Amaro (Amare la terra amara)[35].
- 2021 : Prix Focus du Social World Film Festival pour Amare Amaro (Amare la terra amara).[36]
- 2023 : Grand Prix du Festival Polar de Cognac pour Karmapolice.[37],[26]

### Nominations
- 2012 : Prix Junior du meilleur scénario au Grand prix du meilleur scénariste Sopadin pour Conduite Nocturne[38].
- 2018 : Grand Prix, Prix de la mise en scène, Prix du Public au Festival international du film de Saint-Jean-de-Luz pour Amare Amaro (Amare la terra amara)[39].
- 2018 : Prix étudiant de la première œuvre, Prix du public Midi Libre au Festival du cinéma méditerranéen de Montpellier pour Amare Amaro (Amare la terra amara)[15].
- 2019 : Meilleur Film, Meilleur réalisateur au 65e Festival du film de Taormine pour Amare Amaro (Amare la terra amara)[40].
- 2019 : BC Emerging Filmmaker Award au Vancouver International Film Festival pour Amare Amaro (Amare la terra amara)[41].
- 2019 : Prix de la critique au Festival du film italien de Villerupt 2019 pour Amare Amaro (Amare la terra amara)
- 2020 : Sélection de la compétition Création au Festival international des scénaristes de Valence pour ROJ[42]
- 2021 : Sélection de la compétition Création au Festival international des scénaristes de Valence pour ETHƎR[43]
- 2023 : Sélection au Festival Cinébanlieue pour Karmapolice.[44],[45]
- 2023 : Sélection au Prix du Marché du scénario au Festival international des scénaristes de Valence pour Kerozen Barbares[46]